# Cantón de Saint-Laurent-Médoc
El cantón de Saint-Laurent-Médoc era una división administrativa francesa, que estaba situada en el departamento de Gironda y la región de Aquitania.

## Composición
El cantón estaba formado por tres comunas:
- Carcans
- Hourtin
- Saint-Laurent-Médoc

## Supresión del cantón de Saint-Laurent-Médoc
En aplicación del Decreto n.º 2014-192 de 20 de febrero de 2014, el cantón de Saint-Laurent-Médoc fue suprimido el 22 de marzo de 2015 y sus 3 comunas pasaron a formar parte del nuevo cantón de Sur de Médoc.